# آلبیون وودبری اسمال
آلبیون وودبری اسمال (به انگلیسی: Albion Woodbury Small)؛ (۱۱ مه ۱۸۵۴–۲۴ مارس ۱۹۲۶)، جامعه‌شناس ایالات متحده آمریکا است. در سال ۱۸۹۲ اولین گروه مستقل جامعه‌شناسی را در ایالات متحده در دانشگاه شیکاگو در شیکاگو، ایلینوی تأسیس کرد. او در استقرار جامعه‌شناسی به عنوان یک رشته تحصیلی معتبر دانشگاهی اثرگذار بود.

## زندگی‌نامه
آلبیون وودبری اسمال در باکفیلد، مین از پدر و مادر کشیش آلبیون کیت پریس اسمال و شکرگزار لینکلن وودبری زاده شد. او در بنگر، مین و سپس پورتلند، مین زندگی می‌کرد و در مدارس دولتی در هر دو مکان تحصیل کرد.
او از سال ۱۸۷۲ تا زمانی که در سال ۱۸۷۶ فارغ‌التحصیل شد، در دانشگاه کلبی تحصیل کرد که اکنون به نام کالج کلبی شناخته می‌شود. وی الهیات را از ۱۸۷۶ تا ۱۸۷۹ در مدرسه الهیات آندوور نیوتن تحصیل کرد. از ۱۸۷۹ تا ۱۸۸۱ در دانشگاه لایپزیگ و دانشگاه برلین در آلمان تاریخ، اقتصاد اجتماعی و سیاست تحصیل کرد. هنگامی که در آلمان بود، در ژوئن ۱۸۸۱ با «والریا فون ماسو» ازدواج کرد که از او صاحب یک فرزند شد.
از ۱۸۸۸ تا ۱۸۸۹ در دانشگاه جان هاپکینز در بالتیمور هایلند، مریلند تاریخ مطالعه کرد و در سال ۱۸۸۹ با رساله «آغاز ملیت آمریکایی» به دکتری ارتقا یافت. همزمان با ادامه تدریس در کالج کلبی، از ۱۸۸۹ تا ۱۸۹۲ دهمین رئیس دانشگاه کلبی بود.
او در سال ۱۸۹۲ اولین گروه جامعه‌شناسی را در دانشگاه شیکاگو تأسیس کرد. او بیش از ۳۰ سال ریاست این بخش را بر عهده داشت. در سال ۱۸۹۴ او به همراه جورج ای. وینسنت اولین کتاب درسی جامعه‌شناسی را منتشر کرد: مقدمه‌ای بر مطالعه جامعه. او در سال ۱۸۹۵ نشریه جامعه‌شناسی آمریکا را تأسیس کرد. از سال ۱۹۰۵ تا ۱۹۲۵ به عنوان رئیس دانشکده تحصیلات تکمیلی هنر و ادبیات در دانشگاه شیکاگو خدمت کرد.
آلبیون وودبری اسمال یکی از اعضای انجمن برادری دلتا کاپا اپسیلون (فصل Xi) بود.

## تأثیر بر جامعه‌شناسی
آلبیون وودبری اسمال را می‌توان با بسیاری از «اولین‌ها» در زمینه جامعه‌شناسی نسبت داد. در سال ۱۸۹۲، او به ایجاد گروه علوم اجتماعی در دانشگاه شیکاگو کمک کرد که اولین بخش جامعه‌شناسی در ایالات متحده بود. سپس در سال ۱۸۹۴ به همراه همکار جورج ادگار وینسنت اولین کتاب درسی جامعه‌شناسی را با عنوان «مقدمه‌ای بر مطالعه جامعه» نوشت. در نهایت، او اولین مجله جامعه‌شناسی را در سال ۱۸۹۵ در ایالات متحده تأسیس کرد: نشریه جامعه‌شناسی آمریکا. اسمال در ۱۹۱۳–۱۹۱۲ چهارمین رئیس انجمن جامعه‌شناسی آمریکا بود.

## برای مطالعهٔ بیشتر
- موریون, توماس جی. (1967). زندگی اولیه و آثار آلبیون وودبری اسمال. دانشگاه نیوهمپشایر. OCLC 6381217.